# 福爾科拉峰
46°19′04″N 9°17′35″E / 46.31778°N 9.29306°E
福爾科拉峰（義大利語：Piz della Forcola），是中歐的山峰，位於瑞士和意大利接壤的邊境，屬於勒蓬廷山的一部分，處於首都羅馬西北面500公里，海拔高度2,675米，每年平均降雨量1,851毫米。